# Ribebrevet
Ribebrevet (Ribe-privilegiet eller Ribeoverenkomsten) er en håndfæstning mellem den holstenske adel og den danske konge Christian 1.. Ribebrevet blev underskrevet den 5. marts 1460 i Ribe, og mistede som alle håndfæstninger al gyldighed ved kongens død.
Den sidste slesvigske hertug og holstenske grev Adolf døde barnløs i 1459. Slesvig var nu på mandsiden et herreløst dansk len og skulle efter tysk arvelov egentlig igen tilfalde kongeriget. Men efter dansk arvelov var også kvindesidens mænd arveberettigede. Fyrsterne af Anhalt til Bernburg, som er legitime fyrstelige arvinger efter prinsesse Sophie Abelsdatter af Sønderjylland og af Danmark (†ca. 1285) og fyrst Bernhard II. af Askanien (†1287) døde først ud med deres legitime efterkommere fyrst Bernhard VI. Heinrichssen (†ca. 1420) og fyrst Bernhard VII. Ottossen (†1468). De var dermed efter dansk arvelov arvinger af hertugdømmet Sønderjylland. Men dette ægteskab kom i stand 117 år før Abelslinien uddøde og blev ignoreret i 1460. Derfor valgte den holstenske adel i 1460 Adolfs ene søstersøn den danske konge Christian 1. som hertug til Slesvig og greve til Holsten og Stormarn (imod bestemmelser i den saliske lov om arveret til len i Tyskland og constitutio valdemariana). For at sikre sig adelens støtte måtte kongen love at bevare den slesvig-holstenske adels særlige rettigheder og hertugdømmernes selvstændighed, men til gengæld kunne hertugdømmerne blive regeret af det danske kongehus. Dermed blev også Holsten de næste 400 år knyttet til det danske monarki. Kongen blev i 1474 tysk vasal i Holsten, mens Slesvig forblev et dansk len.
Ribebrevet blev skrevet på pergament i to eksemplarer. Kongens findes i Rigsarkivet; det holstenske med 18 vedhæftede segl ligger i det slesvig-holstenske landsarkiv på Gottorp Slot.

## Up ewig ungedeelt
I en delsætning i Ribe-brevet hedder det: "unde dat se bliven ewich tosamende ungedelt" ("og at de bliver evigt sammen udelt"). I 1815 var Ribe-brevet et historisk, næsten glemt dokument, men Friedrich Christoph Dahlmann, sekretær for det slesvig-holstenske ridderskab, lancerede ideen om at sætningen henviste til Slesvigs og Holstens samhørighed med hinanden og deres krav på uafhængighed af Danmark. I 1841 forfattede en læge i Åbenrå August Wilhelm Neuber et antidansk digt med bl.a. versene "Se schölln tosamen blieben, Op ewig ungedeelt!!!" (plattysk for "de skal blive sammen, for evigt udelt"). Ved sangerfesten i Slesvig i 1845, en tysk-national fest, optrådte Up ewig ungedeelt for første gang som slagord. Det fik derefter nærmest mytologisk betydning i den nationale konflikt i resten af 1800-tallet og op til afstemningen i 1920. De tyskorienterede slesvigholstenere ville forene Slesvig og Holsten til én stat. En adskillelse ville ifølge dem være et brud på Ribe-brevets løfte om at holde hertugdømmerne sammen. Ved at påberåbe sig Ribebrevet mente man, at Slesvig og Holsten fra gammel tid havde udgjort en enhed, der havde status som selvstændige stater og var retligt knyttet til hinanden mere end til Danmark.
I dag er de fleste historikere dog enige om at "ewich tosamende ungedelt" hentyder til, at magten over besiddelserne skulle være samlet på én hånd og ikke splittes op ved krige og arvedelinger, eller – ifølge historikeren Carsten Jahnke - at sætningen blot var en formel om landfred, dvs. et ønske om indre fred. Ribebrevets formål var at regulere, hvordan hertugdømmerne kunne styres af Danmark uden at den holstenske adel mistede sine privilegier, og uden at hertugdømmerne blev helt indlemmet i Danmark. I århundrederne efter 1460 blev de slesvigske og holstenske besiddelser efterhånden splittet op på kryds og tværs, hvilket tilsyneladende ville have været imod intentionen i Ribebrevet, hvis det skulle henvise til udelelighed af territorierne.

## Eksterne kilder og henvisninger
- Vertrag von Ripen, dybtgående artikel i tysk Wikipedia
- Valget i Ribe Arkiveret 25. januar 2021 hos  Wayback Machine, Den sønderjyske historiekanon
- Up ewig ungedeelt Arkiveret 26. september 2007 hos  Wayback Machine, Selskabet for slesvig-holstensk historie (på tysk)
- Ribe-privilegiet Arkiveret 16. december 2012 hos  Wayback Machine, Selskabet for slesvig-holstensk historie (på tysk)
- oversættelse af Ribebrevet fra plattysk til dansk, Danmarkshistorien.dk